# Asalto a una diligencia
Asalto a una diligencia o Asalto al coche es un cuadro de Francisco de Goya. Se representa cómo un grupo de ladrones asaltan una caravana: a la izquierda un hombre apunta con su escopeta a otro, que yace tendido y al parecer muerto. En el centro, el resto de la bandería desvalija a los viajeros.
Fue pintado para la quinta de recreo de El Capricho de los duques de Osuna. María Josefa Pimentel, la duquesa, era una mujer culta y activa en los círculos ilustrados madrileños. Para la ornamentación de la finca solicitaron a Goya una serie de cuadros de costumbres con características parecidas a las de los modelos para tapices de los Sitios Reales. Los cuadros fueron entregados a la familia de Osuna en 1787. 

## Análisis
Las diferencias entre estos modelos y los cartones para la Real Fábrica de Tapices de Santa Bárbara son importantes. La proporción de las figuras es más reducida, con lo que se destaca el carácter teatral y rococó del paisaje. Se aprecia la introducción de escenas de violencia o desgracia.
Pero la disposición de las figuras, la composición y el cromatismo, mitigan la violencia del asunto. Dominan los tonos pasteles, azules y verdosos del paisaje rococó, lo que contrasta paradójicamente con la gravedad del suceso cruento, que de todos modos queda marginado al quedar el cadáver en el ángulo inferior izquierdo, mientras la escena principal se dedica a mostrar al grupo de ladrones inspeccionando el botín. Además, las figuras ocupan solo el tercio inferior del cuadro, dedicándose los dos tercios restantes al mencionado paisaje de límpido celaje y frondosa vegetación, casi de locus amoenus.
Unos años más tarde Goya volvería a tratar el mismo tema, en forma de variación sobre el mismo, con Asalto de ladrones (1793/4; colección Juan Abelló).